# Erzurumspor Kulübü
L'Erzurumspor Kulübü è stata una società calcistica con sede a Erzurum, in Turchia.
Fondato nel 1968, il club ha militato nella Bölgesel Amatör Lig. Si è sciolto nel 2015 per fare spazio all'altra compagine cittadina, l'Erzurumspor FK, nata nel 1967.
Il club giocava le gare casalinghe allo Stadio Nuovo Erzurum, che ha una capienza di 28 800 posti a sedere.

## Statistiche
- Süper Lig: 1998-2001
- TFF 1. Lig: 1973-1974, 1979-1998, 2001-2003
- TFF 2. Lig: 1968-1973, 1974-1979, 2003-2010
- TFF 3. Lig: 2010-2011
- Bölgesel Amatör Lig: 2011-

## Palmarès

### Competizioni nazionali
- TFF 3. Lig: 3

1972-1973, 1978-1979, 2015-2016
- Bölgesel Amatör Lig: 1

2010-2011

### Altri piazzamenti
- TFF 1. Lig:

Vittoria play-off: 2017-2018
- TFF 2. Lig:

Vittoria play-off: 2016-2017